# Orvalho (Oleiros)
Orvalho é uma povoação portuguesa sede da Freguesia de Orvalho do Município de Oleiros, freguesia com 34,79 km² de área e 638 habitantes (censo de 2021), tendo, por isso, uma densidade populacional de 18,3 hab./km²
Fazem parte desta freguesia um conjunto de lugares dos quais se assinalam Adgiraldo, Casas da Zebreira e Foz do Giraldo. O aglomerado espraia-se por um vale junto à ribeira do Orvalho, destacando-se o núcleo primitivo onde se enquadra a Igreja Matriz e o Largo Nossa Senhora de Fátima, onde se encontra a Torre Sineira.

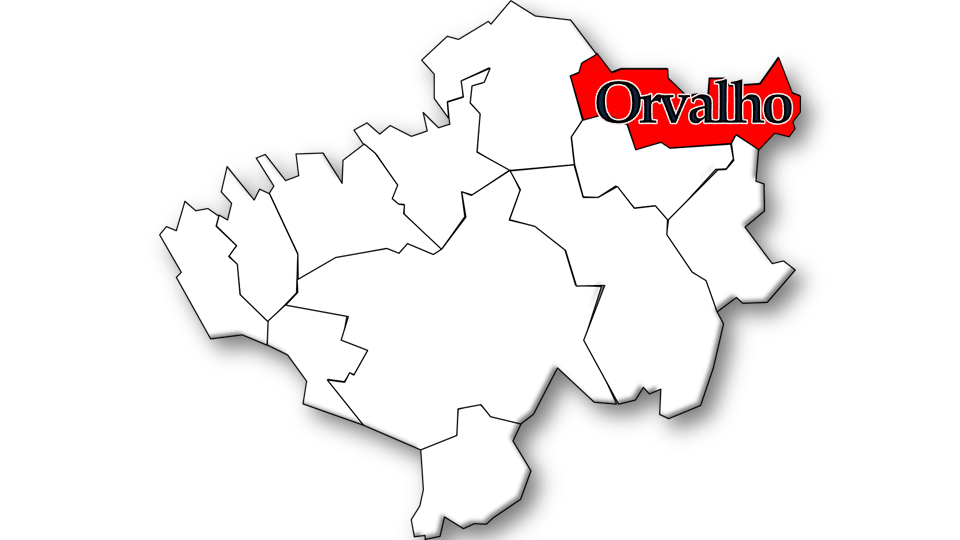
Localização da freguesia no Município de Oleiros

## Demografia
A população registada nos censos foi:
| Ano  | 0-14 Anos | 15-24 Anos | 25-64 Anos | > 65 Anos |
| 2001 | 69        | 62         | 305        | 253       |
| 2011 | 40        | 48         | 262        | 328       |
| 2021 | 29        | 26         | 223        | 360       |

## Toponímia
Supõe-se que na origem da sua toponímia esteja o facto de esta região ser povoada por exuberantes pinhais e a aldeia rodeada por algumas correntes de água. Este topónimo pode estar assim ligado a determinada vegetação típica deste solo, alimentada pela humidade que se forma à noite com o arrefecimento da temperatura.[carece de fontes?]

## Turismo
No Orvalho destaca-se os Passadiços do Orvalho, o Miradouro do Mosqueiro e a Serra do Moradal.
O miradouro do Mosqueiro constitui um ponto bastante interessante do ponto de vista paisagístico. De realçar será também a Cascata de Água d´Alta. No que diz respeito ao património edificado, será de referir o altar-mor da Igreja Matriz.

## Património
Existe nesta freguesia uma forte tradição ligada ao linho, sendo bastante afamadas as suas tecedeiras. Em termos de património destacam-se:
- Cabeço Mosqueiro
- Vestígios castrejos
- Capelas de Nossa Senhora da Confiança, da Nossa Senhora da Nazaré, de Santa Teresinha, de S. Sebastião e de Santo António
- Cruzeiros
- Ponte romana
- Cabeça murada